# Josep Llorens i Artigas
Josep Llorens i Artigas (Barcelona, 16 de juny de 1892 - ídem, 11 de desembre de 1980) fou un ceramista i crític d'art català. Fou el pare del també ceramista Joan Gardy Artigas, amb qui sovint treballava en tàndem en projectes i col·laboracions amb artistes com ara Joan Miró.

## Biografia

### Primers anys
Era fill de Antoni Llorens i Guiamet (1855-1932) nascut a Gratallops i de Rosa Artigas i Canudas nascuda a Barcelona.
Després de fugir a Girona davant el perill d'ésser arrestat com a desertor de l'exèrcit, Llorens i Artigas treballà en la construcció del pont de ferro sobre l'Onyar, dissenyat per la companyia de Gustave Eiffel. Poc després s'instal·là a Barcelona i realitzà els primers estudis a l'Escola de Sant Josep (Ronda de Sant Antoni) l'any 1900, on coincidí amb Rafael Solanich, Francesc Vidal Gomà i Joan Cortés i Vidal. L'any 1906, entrà a l'Escola de Comerç per treballar, ja l'any següent, com a comptable a la casa d'assaonadors de pells “Vda. e hijos de Filiberto Hilla”.
Pel que fa a la seva formació artística, aquesta s'inicia l'any 1907, quan compaginava el treball de comptable amb l'assistència a les classes nocturnes de dibuix que Vicente Climent impartia a l'Escola de la Llotja. La seva formació continuà aproximadament entre 1915 i 1920 a l'Escola Superior de Bells Oficis, fundada per Francesc Galí en el marc del Cercle Artístic de Sant Lluc, on freqüentà grans figures de l'art del moment com Joaquim Torres García, Antoni Gaudí, Antoni Serra… i on conegué i inicià una llarga i fèrtil amistat amb Joan Miró. Ja cap al final d'aquesta etapa, el 1917, apareix en l'òrbita del grup futurista-anarquitzant sorgit a l'entorn de la revista Un enemic del poble, publicació en la qual col·laborà de manera puntual.
Llorens i Artigas inicià la seva carrera de crític d'art el 1917, tot col·laborant a La Veu de Catalunya a petició de Joaquim Folch i Torres, amb qui treballà de manera regular fins a l'any 1919. També publicà articles de crítica d'art a altres revistes especialitzades, com Vell i Nou, Gaseta de les Arts, La mà trencada, Ceràmica industrial i artística, Mirador, Art, Ariel, entre d'altres. Paral·lelament, el mateix 1917 realitzà un primer viatge d'estudis a París pensionat per la Mancomunitat de Catalunya i l'any següent (1918), un cop retornat a Barcelona, formà part del nucli fundacional de l'Agrupació Courbet.
| « | Li vaig donar el nom d'Agrupació Courbet sense cap intenció artística ni política, sinó tan sols perquè era un nom curt i sonava bé a l'orella. L'únic objectiu que ens proposàvem era formar un grup i aconseguir que ens permetessin exposar les nostres obres. | » |

Llorens i Artigas fou secretari l'Escola Superior de Bells Oficis de Galí entre 1922 i 1924, any en què s'instal·là definitivament a París. Fruit dels estudis realitzats a la capital francesa elaborà la tesi Les pastes ceràmiques i els esmalts blaus de l'Antic Egipte, presentada a la Sorbona l'any 1922.

### París (~1924-1939)
A París, Llorens i Artigas contactà amb figures molt destacades de la creació artística del moment, com Pablo Picasso, Raoul Dufy, Albert Marquet o Georges Braque. A la capital francesa, exposà a les Galeries Bernheim els anys 1924 (amb Raoul Dufy) i 1925. Aquell mateix any fou membre del jurat de l'exposició internacional d'arts decoratives, mostra en la qual participà l'any següent. A més, també exposà al Salon d'Automne l'any 1927. Estant a París, se celebrà la seva primera exposició a Barcelona, acollida per les galeries Maragall l'any 1933 i que comportà que el museu d'art modern de Barcelona li adquirís una obra l'any següent. L'any 1939 es desplaçà cap a Ceret, i tornà a Barcelona l'any 1941.

### Retorn a Catalunya (1941)
Llorens i Artigas va tornar a Barcelona l'any 1941, instal·lant-se al carrer Jules Verne i exercint com a professor a l'Escola Massana, on l'any 1942 creà la secció de ceràmica del conservatori municipal d'arts sumptuàries, localitzat a la mateixa escola. Paral·lelament a aquesta activitat, aquell mateix any Llorens i Artigas exposà a la galeria barcelonina Argos, i l'any següent fou nomenat director de la fàbrica de sanitaris i bibelots Sangrà.
En aquells primers temps, col·laborà amb Josep Amat i Pagès, i no se li coneix més activitat expositiva a Barcelona fins a l'any 1951, quan exposà a les Galeries Laietanes, sala que acollí una altra mostra seva l'any 1953. Tanmateix, l'any 1944 exposà a la galeria Estilo de Madrid, i fou seleccionat per participar en el Saló dels Onze de 1945 per l'Academia Breve de la Crítica de Arte, reconeixement que també li fou concedit per participar en els salons dels anys 1946 i 1947. El mateix Llorens i Artigas fou membre d'aquesta entitat l'any 1950.

### Josep Llorens i Artigas i Joan Miró (1944-1946)
| « | Tu no has de convertir-te en Miró, però jo m'he de convertir en ceramista | » |

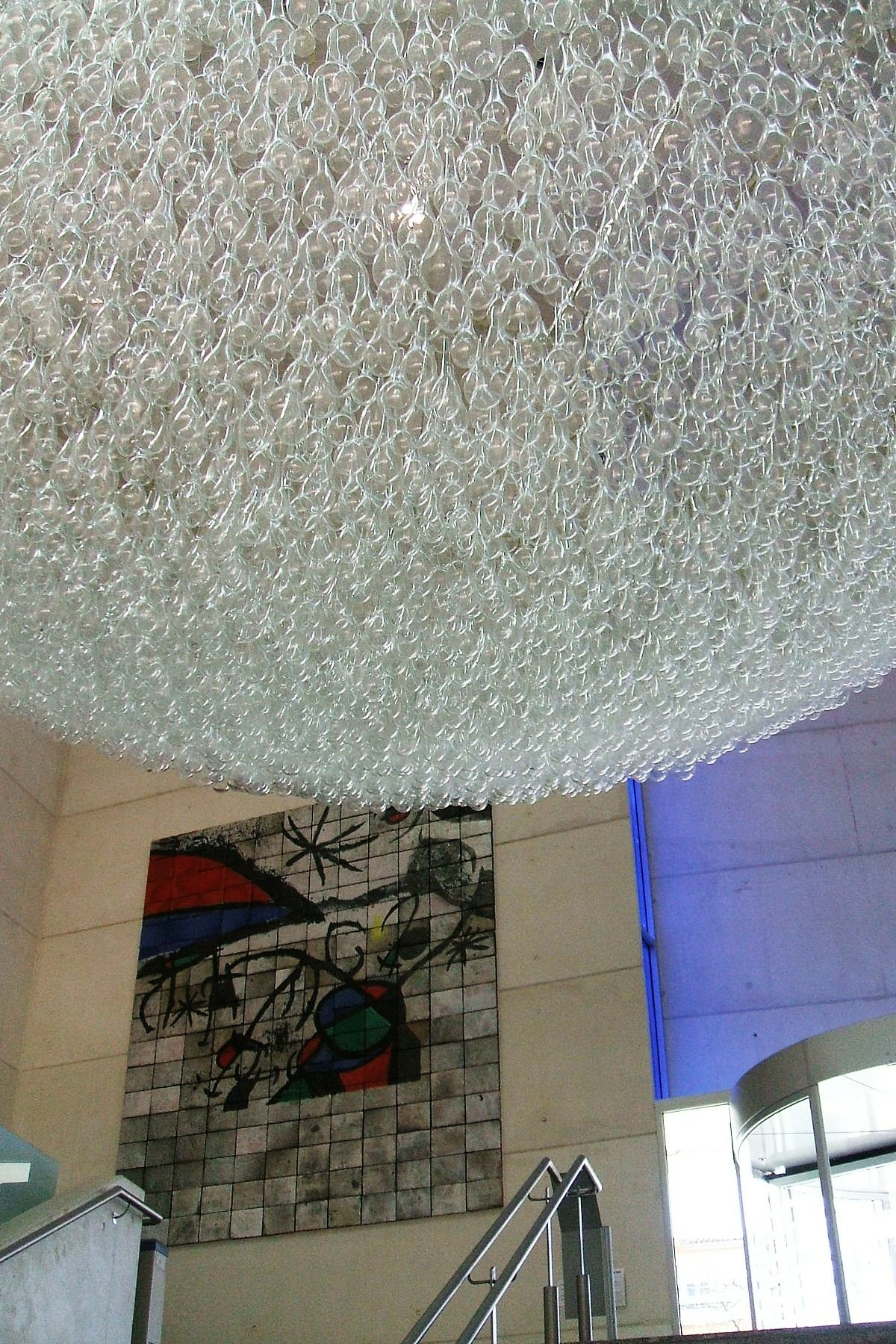
Mural ceràmic, de Joan Miró i Llorens i Artigas.Centre-Museu ARTIUM de Vitoria-Gasteiz

Entre 1944 i 1946 Llorens i Artigas va treballar amb Joan Miró (aquest hi treballà exclusivament) a l'estudi del carrer Jules Verne de Barcelona. L'estiu de 1944 van elaborar quatre peces ceràmiques, cuites al forn Reguant (Barcelona) el març de 1945 perquè el forn de llenya de l'estudi de Llorens encara no estava acabat (finalitzat l'any 1945).
Durant aquest període, algunes de les obres produïdes presenten una doble cronologia junt amb la signatura d'ambdós artistes. Això és degut al fet que Miró, encuriosit per les seves imperfeccions, prengué ceràmiques rebutjades en un primer moment per Artigas (signades l'any 1941), per a posteriorment aplicar-hi diversos esmalts. Així doncs, la signatura Artigas 1941 coincideix en força ocasions amb Miró 1946 a la base de nombroses obres d'aquesta etapa. A més, cal mencionar que bona part de les Plaques a doble cara d'aquest període —fragments ceràmics amb esmalt aplicat tant a la cara interior com a l'exterior— són fragments aleatoris de peces trencades, on es pot observar la signatura Miró ARTIGAS 1946, escrita amb esmalt negre a la zona de fractura.
Artigas era el responsable de l'elaboració de les gerres i rajoles sobre les quals Miró aplicava l'esmalt —també elaborat per ell mateix—, però la col·laboració entre ambdós artistes era tan estreta que Artigas insistia a puntualitzar que les obres resultants d'aquest treball conjunt
| « | no són ceràmiques decorades, són senzillament ceràmiques: és impossible determinar on comença el treball del pintor i on acaba el del ceramista. | » |

### Trasllat a Gallifa. Darrera etapa (1951-1980)

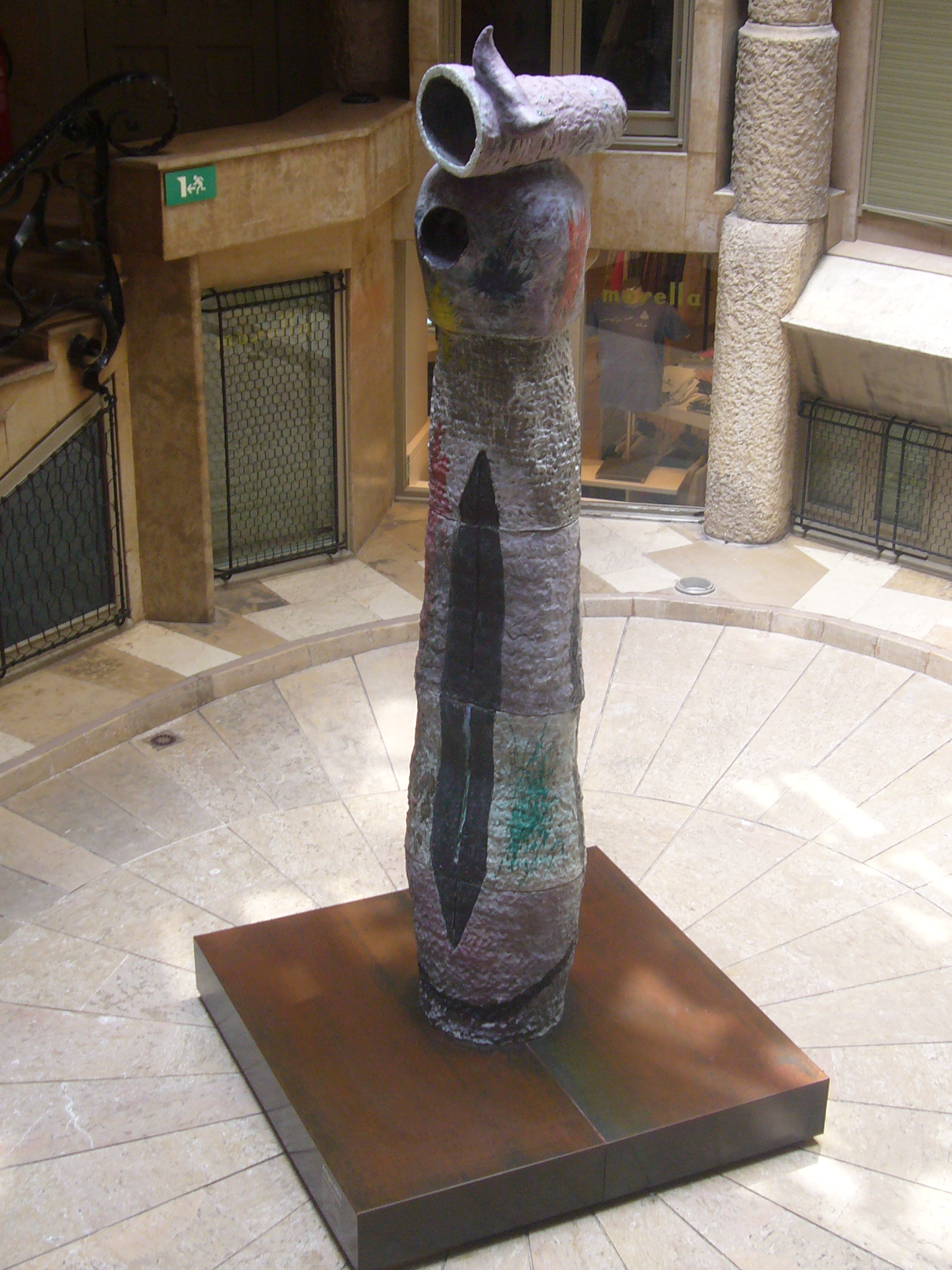
Femme et oiseau (Dona i ocell) d'Artigas - Miró (1962), que anys més tard serví com inspiració de l'obra Dona i Ocell

L'any 1951, l'artista i la seva família van traslladar-se a Gallifa per instal·lar-se al lloc conegut com El Racó, on disposà de tres forns ceràmics de llenya, cadascun amb un nom propi d'especial significació per l'artista: Nikosthenes, en honor del ceramista grec del segle VI aC; Song, com un tribut a la dinastia xinesa, la qual va millorar substancialment l'art de la ceràmica, i Mashiko, nom amb el qual es coneix una tipologia de forn ceràmic coreà de set cambres.
Entre 1953 i 1956, Llorens i Artigas i Miró tornaren a treballar plegats a Gallifa, acompanyats pel fill del primer, Joan Gardy Artigas (París, 1938), que continuà la tradició familiar de ceramista i rellevà al seu pare quan la malaltia i l'edat li impediren encarregar-se dels forns. Un gran exemple de la col·laboració d'aquesta època és el Laberint de la Fundació Maeght de Sant Pau de Vença. L'any 1962 Miró i Josep Llorens Artigas realitzaren l'escultura Femme et oiseau, de més de 3 metres d'alçada, que uns 20 anys més tard serviria com inspiració per realitzar Dona i Ocell".
Llorens es dedicà principalment a la ceràmica, de la qual fou un gran revitalitzador al món de l'art occidental. La seva obra destaca per la depuració formal, despullant les peces de tota decoració i renovant els esmalts i colors. El 1941 esdevingué professor de ceràmica a l'Escola Massana de Barcelona, formant una nova generació de ceramistes catalans.
Exposà individualment a Barcelona, Madrid, París, Brussel·les, Londres i Nova York, destacant l'exposició que celebrà a la Galeria Maeght de París el 1969. Guanyà diversos premis, com el diploma d'honor de la triennal de Milà (1936), la medalla d'or a l'exposició internacional de París (1937) i el gran premi de la Tercera Biennal Internacional Hispanoamericana d'Art (1955). A París col·laborà amb Raoul Dufy i Albert Marquet, i més tard amb Georges Braque i, sobretot, amb el seu amic Joan Miró, amb qui feu grans murals ceràmics, com els de la seu de la UNESCO a París, la Universitat Harvard (EUA), la Fundació Maeght (a Sant Pau de Vença, Provença i també Barcelona) i l'aeroport de Barcelona.
Autor dels llibres Formulari i pràctiques de ceràmica (1948) i Esmalts i colors sobre vidre, porcellana i metall (1950).
El seu taller, que compartia amb el seu fill, reobrí les seves portes l'any 1989 com una fundació privada, la Fundació Tallers Josep Llorens Artigas.